# Tulemarken

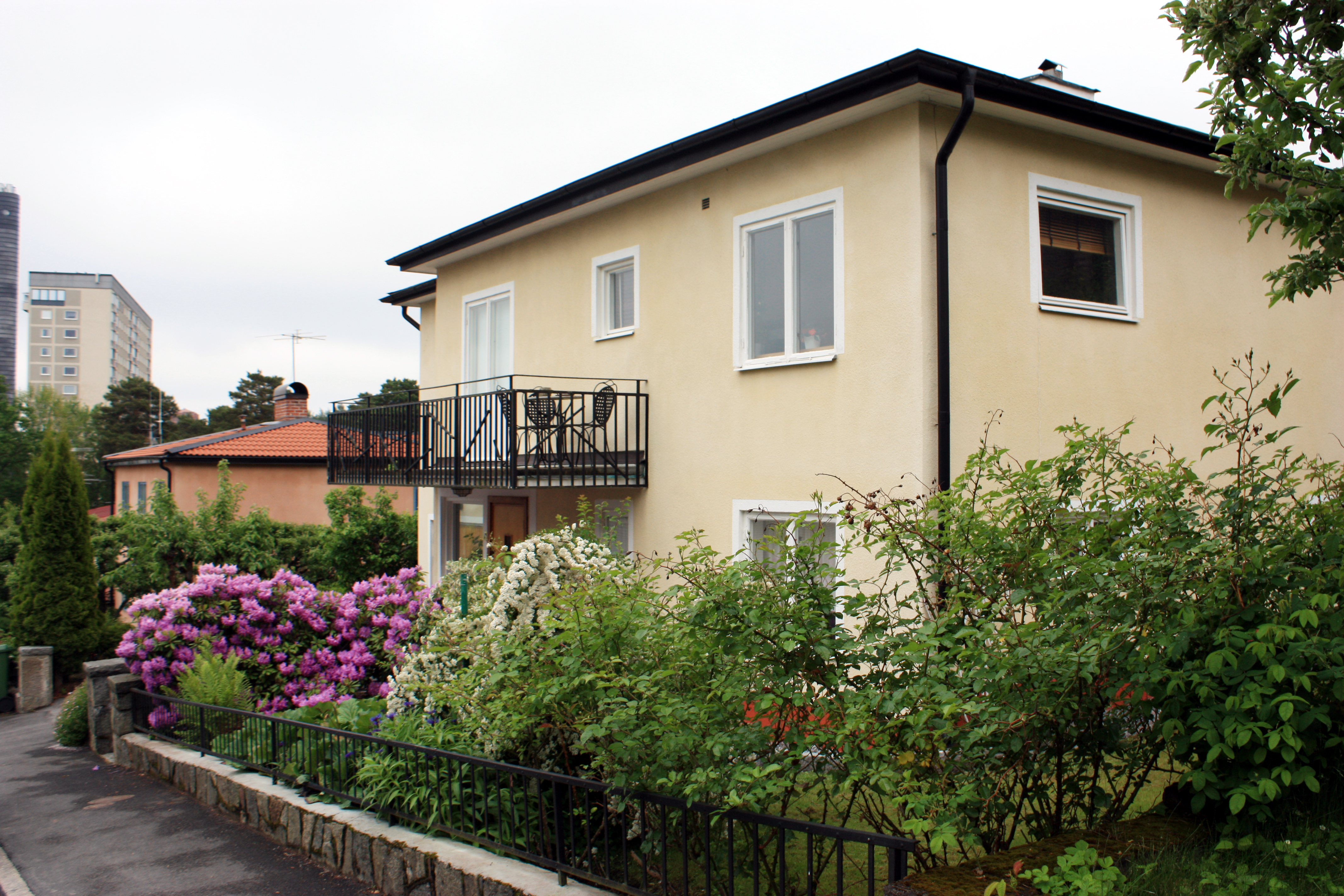
Hus på Tulemarken i Sundbyberg.

Tulemarken är ett område som utgör den norra delen av stadsdelen Centrala Sundbyberg inom Sundbybergs kommun. Det avgränsas i söder av Tulegatan i öster av Vackra vägen och väster/norr av Ursviksvägen. Lötsjön är belägen inom området, vilket även utgör ett valdistrikt
Området bebyggdes i första hand med funkisvillor under 1930-talet . I den sydvästra delen av området återfinns Sundbybergs idrottsplats samt sim- och sporthallar.
Namnet kommer av uttrycket "Ultima Thule" (landet längst i norr)  och avser här att området var det nordligaste inom kommunens dåvarande utsträckning.